# Valburga
Santa Valburga ou Valpurga (inglês antigo: Wealdburg; c. 710 – 25 de fevereiro de 777/79) foi uma missionária anglo-saxã que atuou no Reino Franco. Foi canonizada cerca de 870 pelo Papa Adriano II.

## Vida

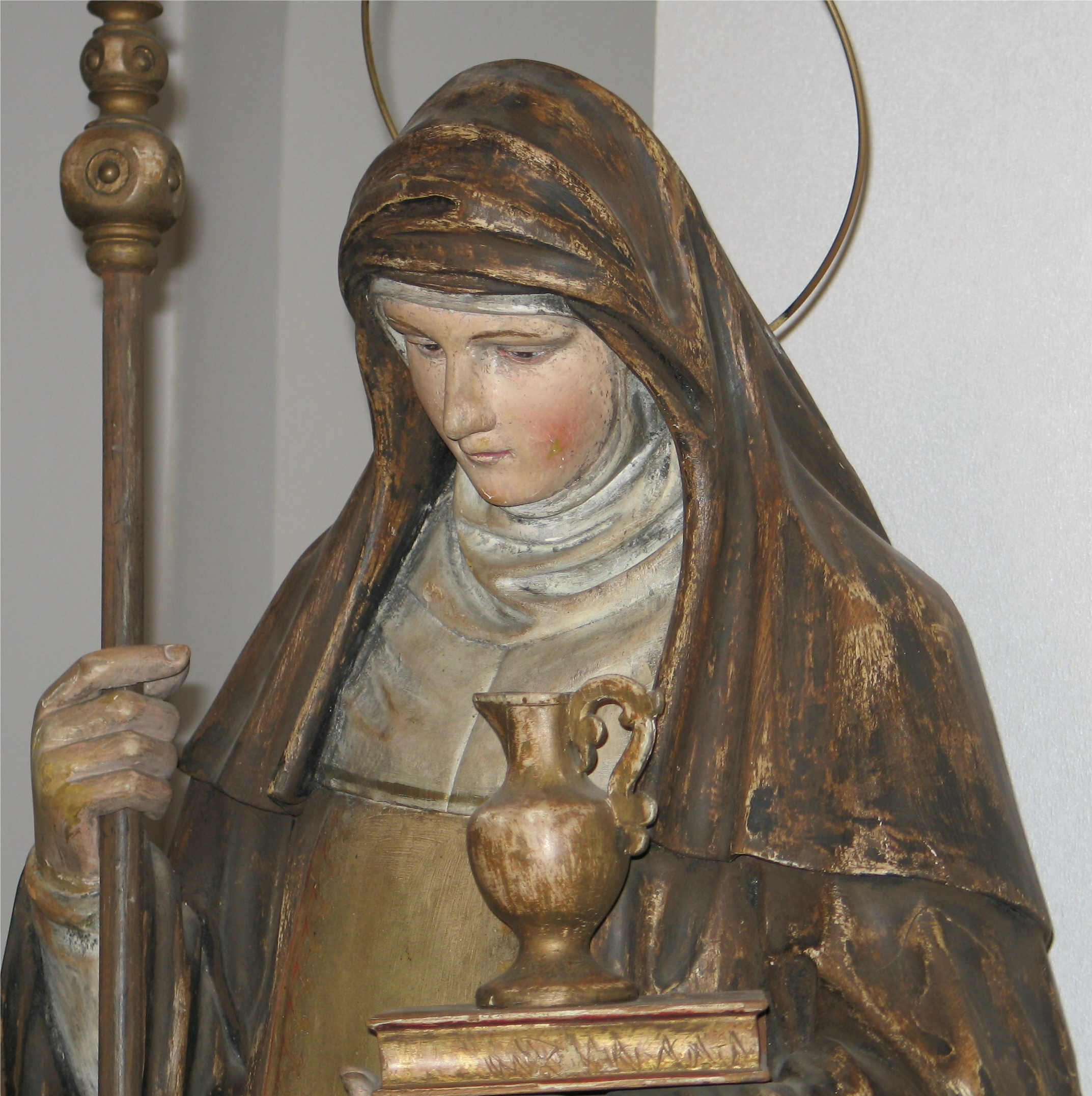
Estátua de Santa Valburga na igreja de Contern

Valburga nasceu cerca de 710 no Reino de Wessex, no sul da atual Inglaterra, de uma rica família anglo-saxã. Era parente de missionários como São Bonifácio — conhecido como o Apóstolo da Alemanha — e Santa Lioba. Seus irmãos, São Vilibaldo (700–787, primeiro bispo de Eichstätt) e São Vunibaldo (701–761), também foram destacadas personalidades religiosas.
A formação religiosa de Valburga foi realizada num convento anglo-saxão. Seguindo o exemplo de seus irmãos, Valburga partiu da Inglaterra na metade do século VIII e estabeleceu-se na Alemanha como missionária, numa época em que a cristianização do norte da Europa ainda não era completa.
Em 761, quando morre seu irmão Vunibaldo, que era abade do convento beneditino de Heidenheim, Valburga assume o cargo de abadessa. A partir de então aquele passou a ser um convento duplo, com uma parte para homens e outra para mulheres, seguindo o modelo dos conventos anglo-saxões.
O dia 25 de fevereiro de 779 é considerado o dia de sua morte. Entre 870 e 879, por ordem de Orkar, bispo de Eichstätt, seus restos foram trasladados de Heidenheim ao Convento de Eichstätt, onde passou a ser venerada como santa.

## Veneração
No Martirológio Romano seu dia consagrado é o 1.º de maio, mas na Ordem Beneditina é o 25 (ou 26) de fevereiro. Seus restos descansam na Abadia de Santa Valburga em Eichstätt (Alemanha), mas parte de suas relíquias foram levadas a Colônia, Antuérpia e outros lugares. É a santa patrona da Antuérpia, Eichstätt e Groninga, entre outras localidades. É considerada protetora contra a raiva e tempestades pelos fiéis.

## Noite de Santa Valburga

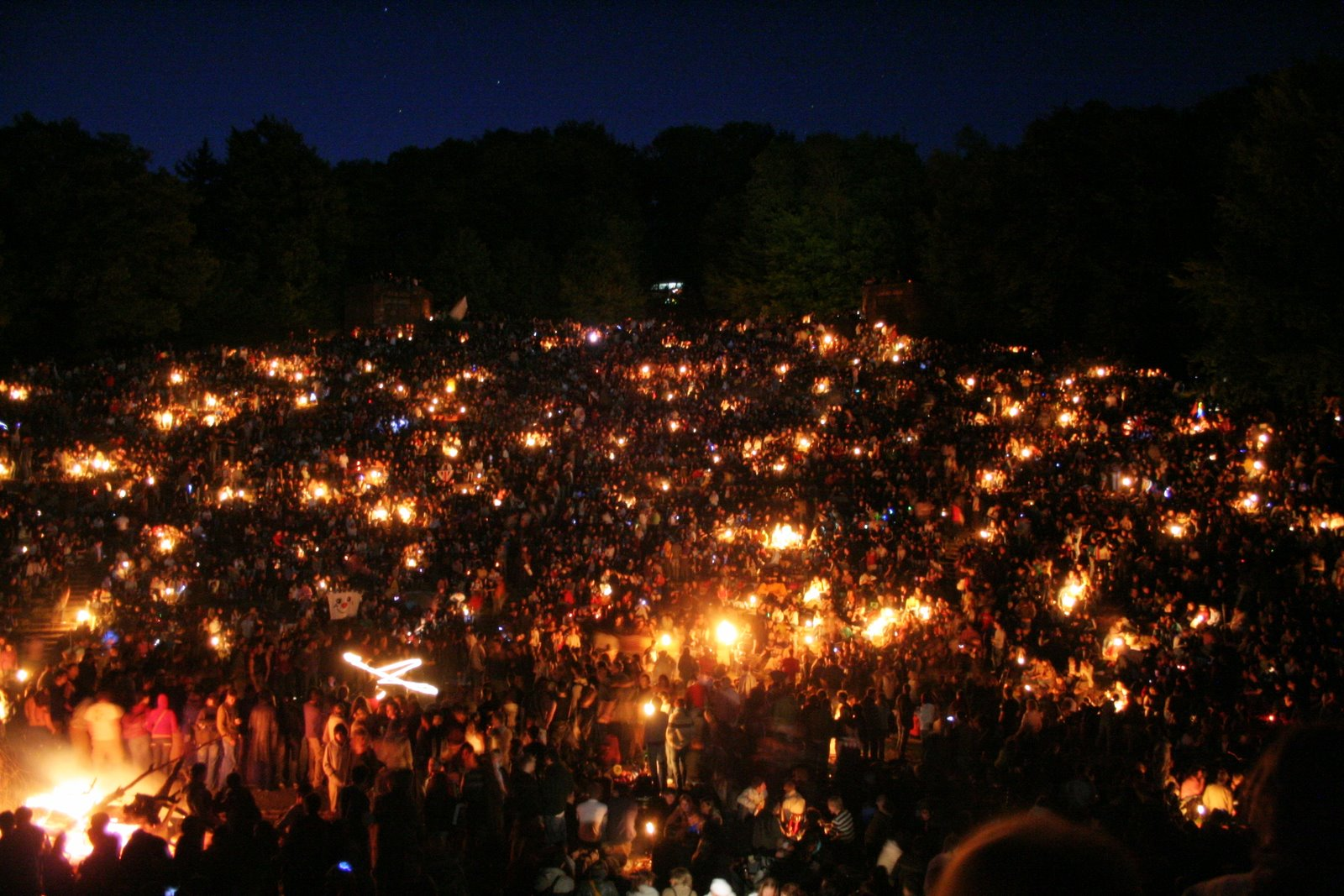
Comemoração da Noite de Santa Valburga em Heidelberg, registro do ano de 2007

A noite da véspera de um de seus dias consagrados — 1.º de maio — é chamada Noite de Santa Valburga (em alemão Walpurgisnacht; sendo que há vários nomes regionais neste idioma para este evento). Segundo as lendas, nessa noite celebram juntos bruxas e demônios. No norte da Europa a Noite de Valburga é até hoje uma festa popular, celebrada com danças, fogueiras e festejos.